# Nazionale maschile di calcio di Andorra
La nazionale di calcio andorrana (in catalano: Selecció de futbol d'Andorra) è la rappresentativa calcistica nazionale di Andorra ed è posta sotto l'egida della Federazione calcistica andorrana. Rappresentando uno degli Stati più piccoli e meno popolosi d'Europa e del mondo, essa può contare quasi esclusivamente su giocatori di club non professionistici.
Non è mai riuscita a qualificarsi alla fase finale di un Europeo o di un Mondiale. Nel corso della sua storia ha vinto otto partite: quattro amichevoli, contro la Bielorussia, l'Albania, San Marino e il Liechtenstein, tre partite di qualificazione ai campionati mondiali, contro la Macedonia, l'Ungheria e San Marino, e una partita di qualificazione ai campionati europei, contro la Moldavia.
Il commissario tecnico è dal 2010 l'ex portiere della nazionale Koldo. Il primatista di presenze e di reti è l'ex difensore Ildefons Lima, che ha militato in Serie B con la maglia della Triestina.
Nel Ranking FIFA, il miglior posizionamento è il 125º posto raggiunto nel settembre 2005, mentre il peggior posizionamento è il 206º posto raggiunto nel dicembre 2011. Occupa attualmente la 158ª posizione della graduatoria.

## Storia
Benché la Federazione calcistica andorrana sia stata fondata nel 1994, la Nazionale non ha potuto disputare incontri ufficiali fino al 1996, anno in cui ha ottenuto l'affiliazione alla FIFA e alla UEFA. L'esordio internazionale è avvenuto il 13 novembre 1996 ad Andorra la Vella: i Tricolors furono sconfitti dall'Estonia per 1-6.
La prima partita valida per le qualificazioni ad un torneo internazionale fu disputata dalla Nazionale andorrana il 5 settembre 1998, e si concluse con una sconfitta per 1-3 contro l'Armenia nelle qualificazioni al Campionato europeo del 2000, durante le quali Andorra perse tutte le dieci partite giocate, segnò 3 gol (di cui 2 su rigore) e ne subì 28; i migliori risultati furono le sconfitte casalinghe contro la Francia campione del mondo (0-1, con gol su rigore di Frank Lebœuf a cinque minuti dal termine) e contro la Russia (1-2), mentre la peggior sconfitta fu per 1-6 in trasferta di nuovo contro la Russia. Il 26 aprile 2000, in un'amichevole contro la Bielorussia, arrivò la prima vittoria della storia della Nazionale, per 2-0.

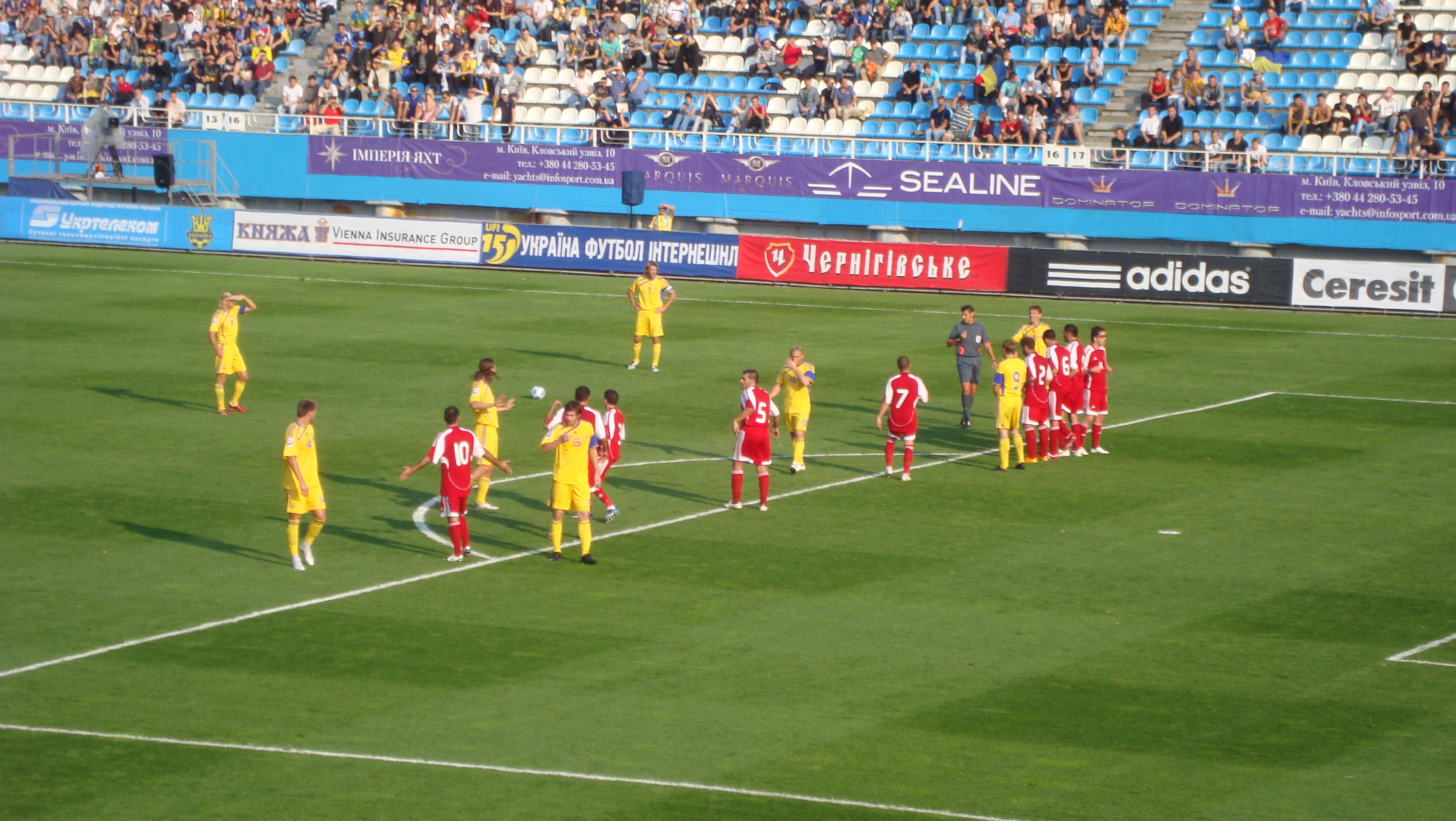
Partita contro l'Ucraina nel 2009

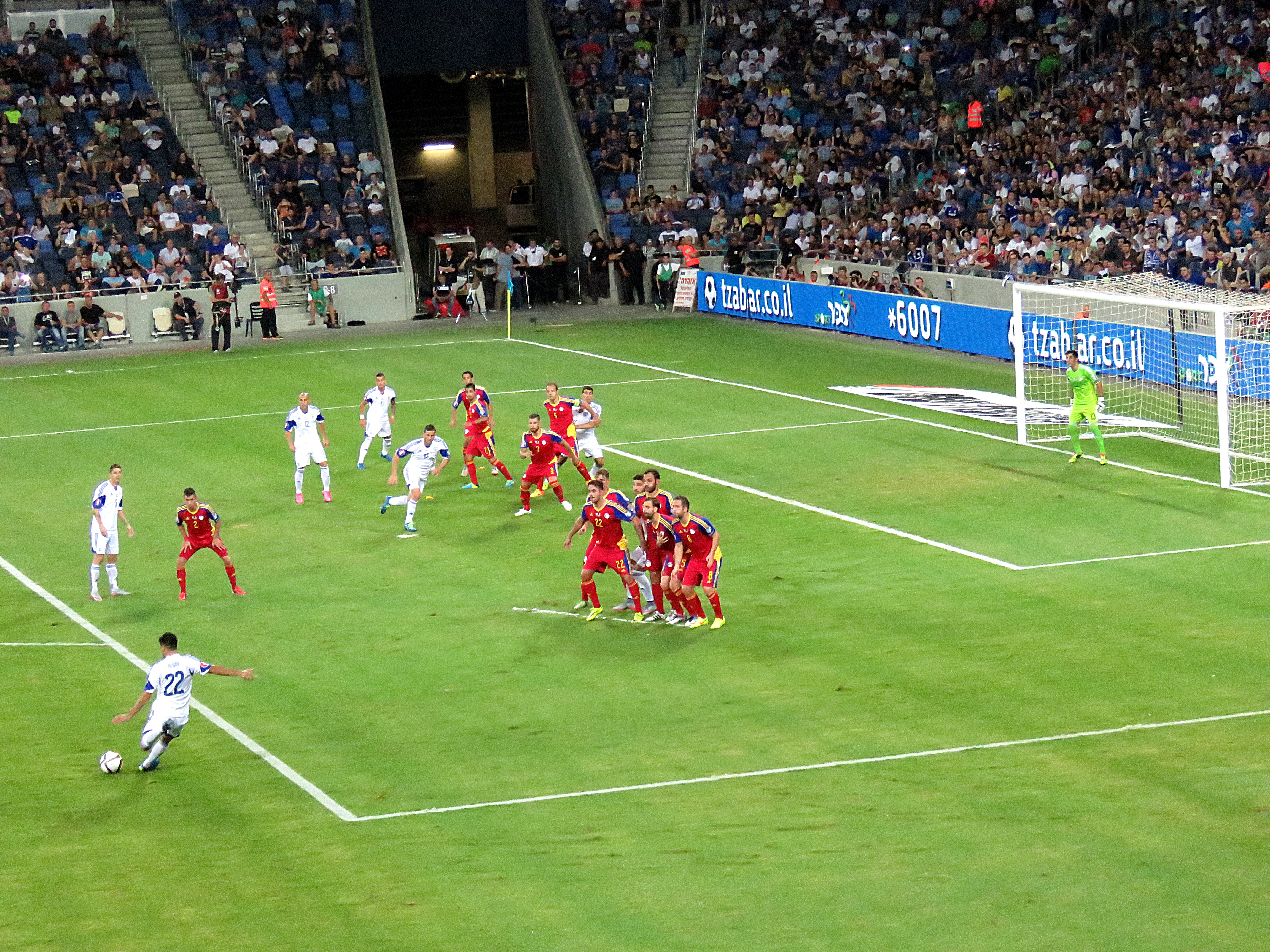
Israele-Andorra del 2015

Nelle qualificazioni al Campionato mondiale del 2002 perse di nuovo tutte le dieci partite del proprio girone, in cui segnò 5 reti (record per la Nazionale nelle qualificazioni ad un torneo internazionale) e ne subì 36. I migliori risultati furono due sconfitte contro l'Estonia per 0-1 e 1-2 e una sconfitta contro Cipro per 2-3. La peggior sconfitta fu per 1-7 sul campo neutro di Lleida (Spagna) contro il Portogallo. Il 17 aprile 2002, in un'amichevole contro l'Albania, ottenne la sua seconda vittoria, con il risultato di 2-0.

Nelle qualificazioni al Campionato europeo del 2004 perse tutte le otto partite del proprio raggruppamento, segnando una sola rete nella sconfitta esterna per 1-2 contro la Bulgaria e subendone 18.
Nelle qualificazioni al Campionato mondiale del 2006 ottenne la sua prima vittoria in competizioni ufficiali: il 13 ottobre 2004 sconfisse 1-0 in casa la Macedonia, grazie ad un gol al 60º minuto di gioco del terzino dell'Elche (Seconda Divisione spagnola) Marc Bernaus, che girò in rete di destro un pallone recapitatogli al limite dell'area di rigore. Andorra riuscì a pareggiare altre due partite del girone per 0-0, contro la Macedonia e la Finlandia, concludendo con un totale di 4 reti fatte e 34 subite. Si tratta della campagna di qualificazione ad un torneo internazionale in cui Andorra ha raccolto più punti (5).

Nelle qualificazioni al Campionato europeo del 2008 perse tutte le dodici partite del proprio raggruppamento, segnando due gol e subendone 42. Il risultato migliore fu la sconfitta casalinga per 0-1 contro la Russia, il peggiore la sconfitta esterna per 0-7 contro la Croazia.
Nelle qualificazioni al Campionato mondiale del 2010 Andorra perse nuovamente tutte le partite del girone, nel quale segnò 3 gol, contro Bielorussia e Kazakistan, e ne subì 39, di cui sei nella sconfitta esterna per 0-6 contro l'Inghilterra.
Anche nelle qualificazioni al Campionato europeo del 2012 perse tutte le partite del raggruppamento, segnando una rete e subendone 25. I migliori risultati furono le due sconfitte per 1-0 contro la Slovacchia e quella, sempre per 1-0, in Macedonia.
Nelle qualificazioni al Campionato mondiale del 2014 Andorra non segnò alcun gol e ne subì 30, perdendo tutte le partite in cui fu impegnata, di cui due per 0-5 contro Ungheria e Turchia. Il miglior risultato fu la sconfitta interna per 0-1 contro l'Estonia.
Nelle qualificazioni al Campionato europeo del 2016 perse nuovamente tutte le partite del proprio girone, con 4 reti segnate (record per la Nazionale nelle qualificazioni ad un Campionato europeo) e 36 subite. Il miglior risultato fu la sconfitta interna per 1-2 contro il Galles, il peggiore fu la sconfitta esterna per 0-6 contro il Belgio.
Il 22 febbraio 2017, dopo oltre 12 anni e 86 partite senza vittorie, Andorra tornò a vincere una partita battendo San Marino per 2-0 in amichevole a Serravalle. Nelle qualificazioni al Campionato mondiale del 2018 tornò a conquistare punti in competizioni ufficiali, come non succedeva dalle qualificazioni al Campionato mondiale del 2006, grazie al pareggio casalingo per 0-0 contro le Fær Øer del 25 marzo 2017. Il 9 giugno 2017, nella sesta giornata del girone di qualificazione, sconfisse ad Andorra la Vella l'Ungheria per 1-0, grazie alla rete di testa di Marc Rebés al 26º minuto di gioco: fu questa la seconda vittoria in competizioni ufficiali nella storia della nazionale, a più di 12 anni di distanza dalla prima. Concluse così il girone di qualificazione con 4 punti. Il 21 marzo 2018 sconfisse in amichevole il Liechtenstein per 1-0 con rete di Marc Rebés, cogliendo la sesta vittoria della sua storia, la terza nell'arco di tredici mesi.
Nel 2018 Andorra ha partecipato alla Lega D della neonata UEFA Nations League. Inserita nel girone con Georgia, Kazakistan e Lettonia, ha terminato all'ultimo posto con quattro pareggi e due sconfitte, a pari punti con i lettoni, ma con una differenza reti peggiore, conservando comunque l'imbattibilità interna. Nelle qualificazioni al Campionato europeo del 2020 ottenne per la prima volta punti in una campagna di qualificazione ad un campionato europeo: l'11 ottobre 2019 all'Estadi Nacional sconfisse 1-0 la Moldavia, grazie alla rete di Marc Vales al 63º minuto, cogliendo la settima vittoria della propria storia, la terza in competizioni ufficiali; ottenne inoltre un pareggio (2-2) contro l'Albania in trasferta. Concluse così il proprio girone di qualificazione con 4 punti (con 3 reti fatte e 20 subite), che le permisero di concludere per la prima volta un girone di qualificazione ad un torneo internazionale non all'ultimo posto (finì davanti alla Moldavia, distanziata di un punto).

## Stadio
Dal 1996 al 2014 la nazionale di Andorra ha giocato le partite casalinghe all'Estadi Comunal d'Andorra la Vella, impianto che ha una capienza di circa 1.300 posti a sedere ed ospita le partite dell'FC Andorra e del campionato andorrano. A partire dal 9 settembre 2014 la selezione gioca le proprie partite all'Estadi Nacional, situato anch'esso nella capitale e avente una capienza di 3.306 posti a sedere.
La nazionale di Andorra ha occasionalmente giocato alcune partite casalinghe fuori dai confini nazionali: per esempio, ha ospitato la Francia durante le qualificazioni al Campionato europeo del 2000 e l'Inghilterra nelle qualificazioni al Campionato europeo del 2008 e al Campionato mondiale del 2010 all'Estadio Olimpico Lluis Companys di Barcellona, che è stato la casa del RCD Espanyol dal 1997 al 2009.

## Commissari tecnici
- Isidre Codina (1996)
- Manoel Miluir (1997-1999)
- David Rodrigo (1999-2010)
- Koldo (2010-)

## Colori e simboli

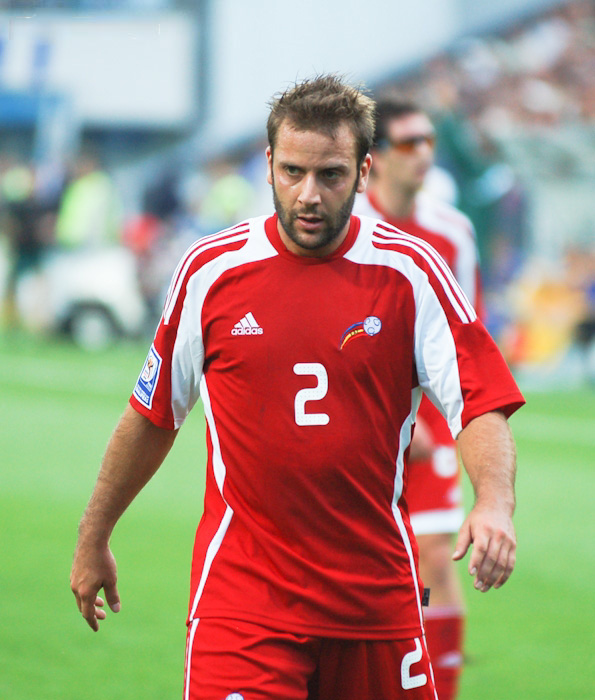
Josep Ayala con la maglia interna della nazionale andorrana, rossa

La nazionale andorrana veste i colori della bandiera nazionale, usandoli in maniera alquanto varia e creativa: tipicamente la maglia interna è su base rossa, mentre quelle di cortesia "giostrano" sul giallo e sul blu. Peculiari in tal senso furono le divise proposte da Adidas nel 2016-2017, con divisa casalinga avente busto rosso solcato da righine ricurve gialle, inserti gialloblù sulle spalle, e divisa esterna gialla con fasce orizzontali e mezze maniche blu, integrata da elementi rossi sulle spalle. La federcalcio andorrana aderisce, per l'approvvigionamento del materiale tecnico alle proprie nazionali, al Kit Assistance Scheme, un programma della UEFA che consente ad alcune federazioni calcistiche minori di acquisire a titolo gratuito gli articoli necessari alla pratica agonistica da un fornitore convenzionato.
Tra il 2018 e il 2020 Macron omaggiò tutti e tre i colori nazionali con un set di tre maglie, prima rossa con minime finiture gialloblù, seconda blu con profili giallorossi, terza gialla con una banda verticale (a intersecare il logo federale) che ricrea la bandiera.
Nel 2022 è subentrata Erreà, che ha confermato la maglia interna rossa, arricchendola tuttavia con un disegno a righe spezzate sfumate blu, gialle e rosse ton-sur-ton; la divisa away ha invece assunto una sfumatura blu cupo, con la medesima grafica della home ton-sur-ton e righine rosse e gialle a intersecare lo stemma.
Col passaggio da Macron a Erreà, sul petto delle maglie non compare più il logo federale, ma lo stemma nazionale.

### Sponsor tecnici
| Sponsor | Periodo   |
| ------- | --------- |
| Reusch  | 1996-2000 |
| Reebok  | 2000-2004 |
| Diadora | 2004-2006 |
| Joma    | 2006-2008 |
| Adidas  | 2008-2018 |
| Macron  | 2018-2022 |
| Erreà   | 2022-     |

## Confronti con le altre nazionali

### Partite ufficiali
Statistiche aggiornate al 19 novembre 2018.
| Avversario           | Giocate | Vinte | Pari | Perse | Gol Fatti | Gol Subiti | Dif. Reti | % Vitt. |
| -------------------- | ------- | ----- | ---- | ----- | --------- | ---------- | --------- | ------- |
| Albania              | 3       | 1     | 0    | 2     | 2         | 4          | −2        | 33%     |
| Armenia              | 8       | 0     | 1    | 7     | 2         | 21         | −19       | 0%      |
| Azerbaigian          | 5       | 0     | 4    | 1     | 1         | 2          | −1        | 0%      |
| Belgio               | 4       | 0     | 0    | 4     | 1         | 14         | −13       | 0%      |
| Bielorussia          | 4       | 1     | 1    | 3     | 4         | 11         | −7        | 25%     |
| Bosnia ed Erzegovina | 2       | 0     | 0    | 2     | 0         | 6          | -6        | 0%      |
| Brasile              | 1       | 0     | 0    | 1     | 0         | 3          | −3        | 0%      |
| Bulgaria             | 2       | 0     | 0    | 2     | 1         | 5          | −4        | 0%      |
| Capo Verde           | 1       | 0     | 1    | 0     | 0         | 0          | 0         | 0%      |
| Cina                 | 1       | 0     | 1    | 0     | 0         | 0          | 0         | 0%      |
| Cipro                | 5       | 0     | 0    | 5     | 3         | 17         | −14       | 0%      |
| Croazia              | 6       | 0     | 0    | 6     | 0         | 24         | −24       | 0%      |
| Emirati Arabi Uniti  | 1       | 0     | 1    | 0     | 0         | 0          | 0         | 0%      |
| Estonia              | 12      | 0     | 0    | 12    | 5         | 28         | -23       | 0%      |
| Fær Øer              | 3       | 0     | 2    | 1     | 0         | 1          | −1        | 0%      |
| Finlandia            | 2       | 0     | 1    | 1     | 0         | 3          | −3        | 0%      |
| Francia              | 3       | 0     | 0    | 3     | 0         | 7          | −7        | 0%      |
| Gabon                | 1       | 0     | 0    | 1     | 0         | 2          | −2        | 0%      |
| Galles               | 2       | 0     | 0    | 2     | 1         | 4          | -3        | 0%      |
| Georgia              | 2       | 0     | 1    | 1     | 1         | 4          | −3        | 0%      |
| Indonesia            | 1       | 0     | 0    | 1     | 0         | 1          | -1        | 0%      |
| Inghilterra          | 4       | 0     | 0    | 4     | 0         | 16         | −16       | 0%      |
| Irlanda              | 4       | 0     | 0    | 4     | 2         | 11         | −9        | 0%      |
| Islanda              | 5       | 0     | 0    | 5     | 0         | 14         | −14       | 0%      |
| Israele              | 4       | 0     | 0    | 4     | 2         | 14         | −12       | 0%      |
| Kazakistan           | 2       | 0     | 1    | 2     | 2         | 7          | −5        | 0%      |
| Lettonia             | 7       | 0     | 2    | 5     | 1         | 14         | −13       | 0%      |
| Liechtenstein        | 2       | 1     | 0    | 1     | 1         | 1          | 0         | 50%     |
| Lituania             | 2       | 0     | 0    | 2     | 1         | 7          | −6        | 0%      |
| Macedonia del Nord   | 6       | 1     | 1    | 4     | 1         | 9          | −8        | 17%     |
| Malta                | 2       | 0     | 2    | 0     | 2         | 2          | 0         | 0%      |
| Moldavia             | 5       | 1     | 1    | 3     | 3         | 7          | −4        | 20%     |
| Paesi Bassi          | 6       | 0     | 0    | 6     | 0         | 21         | −21       | 0%      |
| Portogallo           | 5       | 0     | 0    | 5     | 1         | 22         | −21       | 0%      |
| Qatar                | 1       | 0     | 0    | 1     | 0         | 1          | -1        | 0%      |
| Rep. Ceca            | 2       | 0     | 0    | 2     | 1         | 12         | −11       | 0%      |
| Romania              | 4       | 0     | 0    | 4     | 1         | 15         | −14       | 0%      |
| Russia               | 6       | 0     | 0    | 6     | 2         | 21         | −19       | 0%      |
| Saint Kitts e Nevis  | 1       | 0     | 0    | 1     | 0         | 1          | -1        | 0%      |
| San Marino           | 1       | 1     | 0    | 0     | 2         | 0          | +2        | 100%    |
| Slovacchia           | 2       | 0     | 0    | 2     | 0         | 2          | −2        | 0%      |
| Spagna               | 1       | 0     | 0    | 1     | 0         | 4          | −4        | 0%      |
| Svizzera             | 2       | 0     | 0    | 2     | 1         | 5          | -4        | 0%      |
| Turchia              | 2       | 0     | 0    | 2     | 0         | 7          | -7        | 0%      |
| Ucraina              | 4       | 0     | 0    | 4     | 0         | 17         | −17       | 0%      |
| Ungheria             | 4       | 1     | 0    | 3     | 1         | 11         | -10       | 25%     |
| Totale               | 154     | 7     | 19   | 129   | 43        | 397        | −354      | 3.92%   |

## Partecipazioni ai tornei internazionali
Legenda: Grassetto: Risultato migliore, Corsivo: Mancate partecipazioni

## Statistiche dettagliate sui tornei internazionali

### Mondiali
| Anno | Luogo                    | Piazzamento      | V | N | P | Gol |
| ---- | ------------------------ | ---------------- | - | - | - | --- |
| 1998 | Francia                  | Non partecipante | - | - | - | -   |
| 2002 | Corea del Sud / Giappone | Non qualificata  | - | - | - | -   |
| 2006 | Germania                 | Non qualificata  | - | - | - | -   |
| 2010 | Sudafrica                | Non qualificata  | - | - | - | -   |
| 2014 | Brasile                  | Non qualificata  | - | - | - | -   |
| 2018 | Russia                   | Non qualificata  | - | - | - |     |
| 2022 | Qatar                    | Non qualificata  | - | - | - |     |

### Europei
| Anno | Luogo                | Piazzamento      | V | N | P | Gol |
| ---- | -------------------- | ---------------- | - | - | - | --- |
| 1996 | Inghilterra          | Non partecipante | - | - | - | -   |
| 2000 | Belgio / Paesi Bassi | Non qualificata  | - | - | - | -   |
| 2004 | Portogallo           | Non qualificata  | - | - | - | -   |
| 2008 | Austria / Svizzera   | Non qualificata  | - | - | - | -   |
| 2012 | Polonia / Ucraina    | Non qualificata  | - | - | - | -   |
| 2016 | Francia              | Non qualificata  | - | - | - | -   |
| 2020 | Europa               | Non qualificata  | - | - | - | -   |
| 2024 | Germania             | Non qualificata  | - | - | - | -   |

### Confederations Cup
| Anno | Luogo                    | Piazzamento     | V | N | P | Gol |
| ---- | ------------------------ | --------------- | - | - | - | --- |
| 1997 | Arabia Saudita           | Non qualificata | - | - | - | -   |
| 1999 | Messico                  | Non qualificata | - | - | - | -   |
| 2001 | Corea del Sud / Giappone | Non qualificata | - | - | - | -   |
| 2003 | Francia                  | Non qualificata | - | - | - | -   |
| 2005 | Germania                 | Non qualificata | - | - | - | -   |
| 2009 | Sudafrica                | Non qualificata | - | - | - | -   |
| 2013 | Brasile                  | Non qualificata | - | - | - | -   |
| 2017 | Russia                   | Non qualificata | - | - | - | -   |

### Nations League
| Anno      | Luogo       | Piazzamento   | V | N | P | Gol  |
| --------- | ----------- | ------------- | - | - | - | ---- |
| 2018-2019 | Portogallo  | 14ª in Lega D | 0 | 4 | 2 | 2:9  |
| 2020-2021 | Italia      | 7ª in Lega D  | 0 | 2 | 4 | 1:11 |
| 2022-2023 | Paesi Bassi | 5ª in Lega D  | 0 | 2 | 2 | 2:6  |
| 2024-2025 | Germania    | 7ª in Lega D  | 0 | 1 | 3 | 0:4  |

## Rosa attuale
Lista dei giocatori convocati per le gare di qualificazione al campionato mondiale di calcio 2026 del 7 e 10 giugno 2025.
Presenze e reti aggiornate al 10 giugno 2025, al termine della gara contro la Serbia.
|  | P | Josep Gómes        | 13 dicembre 1985  | 86  | -171 | FC Santa Coloma  |  |  |
|  | P | Iker Álvarez       | 25 luglio 2001    | 33  | -53  | Villarreal       |  |  |
|  | P | Xisco Pires        | 25 gennaio 1998   | 4   | 0    | Ordino           |  |  |
|  |   |                    |                   |     |      |                  |  |  |
|  | D | Moisés San Nicolás | 17 settembre 1993 | 91  | 0    | FC Santa Coloma  |  |  |
|  | D | Max Llovera        | 8 gennaio 1997    | 81  | 1    | San Cristóbal    |  |  |
|  | D | Marc García        | 21 marzo 1988     | 74  | 0    | Fraga            |  |  |
|  | D | Christian García   | 4 febbraio 1999   | 24  | 0    | FC Santa Coloma  |  |  |
|  | D | Joel Guillén       | 28 agosto 2001    | 15  | 0    | Binéfar          |  |  |
|  | D | Bryan Ian Olivera  | 5 ottobre 2004    | 11  | 0    | Barbastro        |  |  |
|  | D | Dacu               | 16 maggio 2001    | 8   | 0    | FC Santa Coloma  |  |  |
|  | D | Biel Borra         | 22 ottobre 2005   | 8   | 0    | L'Escala         |  |  |
|  |   |                    |                   |     |      |                  |  |  |
|  | C | Marc Vales         | 4 aprile 1990     | 100 | 5    | Atlètic Lleida   |  |  |
|  | C | Joan Cervós        | 24 febbraio 1998  | 67  | 1    | San Cristóbal    |  |  |
|  | C | Marc Rebés         | 3 luglio 1994     | 66  | 3    | Pas de la Casa   |  |  |
|  | C | Éric Vales         | 18 agosto 2000    | 19  | 0    | Ordino           |  |  |
|  | C | Joao Teixeira      | 17 luglio 1996    | 12  | 0    | Atlètic Escaldes |  |  |
|  | C | Eric de las Heras  | 13 gennaio 2002   | 5   | 0    | Tamarite         |  |  |
|  | C | Pau Babot          | 20 ottobre 2003   | 4   | 0    | Hanauer 1960     |  |  |
|  |   |                    |                   |     |      |                  |  |  |
|  | A | Alex Martínez      | 10 ottobre 1998   | 57  | 1    | FC Santa Coloma  |  |  |
|  | A | Ricard Fernández   | 19 marzo 1999     | 52  | 2    | FC Santa Coloma  |  |  |
|  | A | Aron Rodrigo       | 7 ottobre 2004    | 4   | 0    | Huesca           |  |  |
|  | A | Guillaume López    | 30 gennaio 1999   | 3   | 0    | Inter Escaldes   |  |  |

## Record individuali
Dati aggiornati al 10 giugno 2025.
- Il grassetto indica giocatori ancora in attività in Nazionale.

### Record di presenze
| Posizione | Giocatore          | Pres | Periodo   | Reti |
| --------- | ------------------ | ---- | --------- | ---- |
| 1         | Ildefons Lima      | 137  | 1997-2023 | 11   |
| 2         | Márcio Vieira      | 129  | 2005-     | 2    |
| 3         | Marc Pujol         | 122  | 2000-     | 5    |
| 4         | Óscar Sonejee      | 106  | 1997-2015 | 4    |
| 5         | Marc Vales         | 100  | 2008-     | 5    |
| 6         | Moises San Nicolas | 91   | 2012-     | 0    |
| 7         | Josep Gómes        | 86   | 2006-     | 0    |
| 8         | Josep Ayala        | 84   | 2002-2017 | 0    |
| 9         | Max Llovera        | 81   | 2015-     | 1    |
| 10        | Manolo Jiménez     | 79   | 1998-2012 | 1    |

### Record di reti
| Posizione | Giocatore               | Reti | Periodo   | Pres |
| --------- | ----------------------- | ---- | --------- | ---- |
| 1         | Ildefons Lima           | 11   | 1997-2023 | 137  |
| 2         | Cristian Martinez Alejo | 5    | 2009-2021 | 77   |
| 2         | Marc Vales              | 5    | 2008-     | 100  |
| 2         | Albert Rosas            | 5    | 2021-     | 22   |
| 2         | Marc Pujol              | 5    | 2000-     | 122  |
| 6         | Óscar Sonejee           | 4    | 1997-2015 | 106  |
| 7         | Jordi Aláez             | 3    | 2016-     | 61   |
| 7         | Marc Rebés              | 3    | 2015-     | 66   |
| 7         | Jesús Lucendo           | 3    | 1996-2003 | 29   |
| 7         | Emiliano Gonzalez       | 3    | 1998-2003 | 37   |